# Дрян
 Тази статия е за рода растения.  За вида вижте Обикновен дрян.  За други значения вижте Дрен.
Дрян (Cornus) е род растения от семейство Дрянови (Cornaceae). Той включва около 40 вида, главно дървета и храсти.

## Видове
Подрод Cornus
- Cornus chinensis
- Cornus mas – Обикновен дрян
- Cornus officinalis
- Cornus sessilis

Подрод Swida
- Cornus alba
- Cornus alternifolia
- Cornus amomum
- Cornus asperifolia
- Cornus austrosinensis
- Cornus bretschneideri
- Cornus controversa
- Cornus coreana
- Cornus drummondii
- Cornus foemina
- Cornus glabrata
- Cornus hemsleyi
- Cornus koehneana
- Cornus macrophylla
- Cornus obliqua
- Cornus paucinervis
- Cornus racemosa
- Cornus rugosa
- Cornus sanguinea – Кучи дрян
- Cornus sericea
- Cornus stricta
- Cornus walteri
- Cornus wilsoniana

Подрод Chamaepericlymenum
- Cornus canadensis
- Cornus suecica
- Cornus × unalaschkensis

Подрод Benthamidia
- Cornus capitata
- Cornus florida
- Cornus hongkongensis
- Cornus kousa
- Cornus nuttallii

## Други
На дряна е наречена улица в квартал „Гърдова глава“ в София (Карта).